# Quillagua
Quillagua est une oasis dans la province de Tocopilla de la région d'Antofagasta au nord du Chili. Il fait partie de la commune de María Elena. Le fleuve Loa traverse la route panaméricaine dans le secteur. Il y a des services de base ainsi qu'un contrôle douanier des marchandises en provenance de la zone franche d'Iquique. Lors du recensement de 2002, la population se montait à 102 habitants.
Selon la Dirección Meteorológica de Chile, le service météorologique national, Quillagua est encore plus sec qu'Arica et serait l'endroit le plus sec sur Terre. Ce fait est noté dans le livre Guinness des records. Selon le National Geographic, il n'est tombé durant les 40 dernières années que seulement 0,2 mm de précipitations annuellement. Le 25 mars 2015, lors de la tempête de l'Atacama de 2015, il est tombé 4 mm sur la station météorologique de Quillagua où il n’avait pas plu significativement depuis 23 ans.